# Neocossyphus
Neocossyphus là một chi chim trong họ Turdidae.